# Das Große Loh

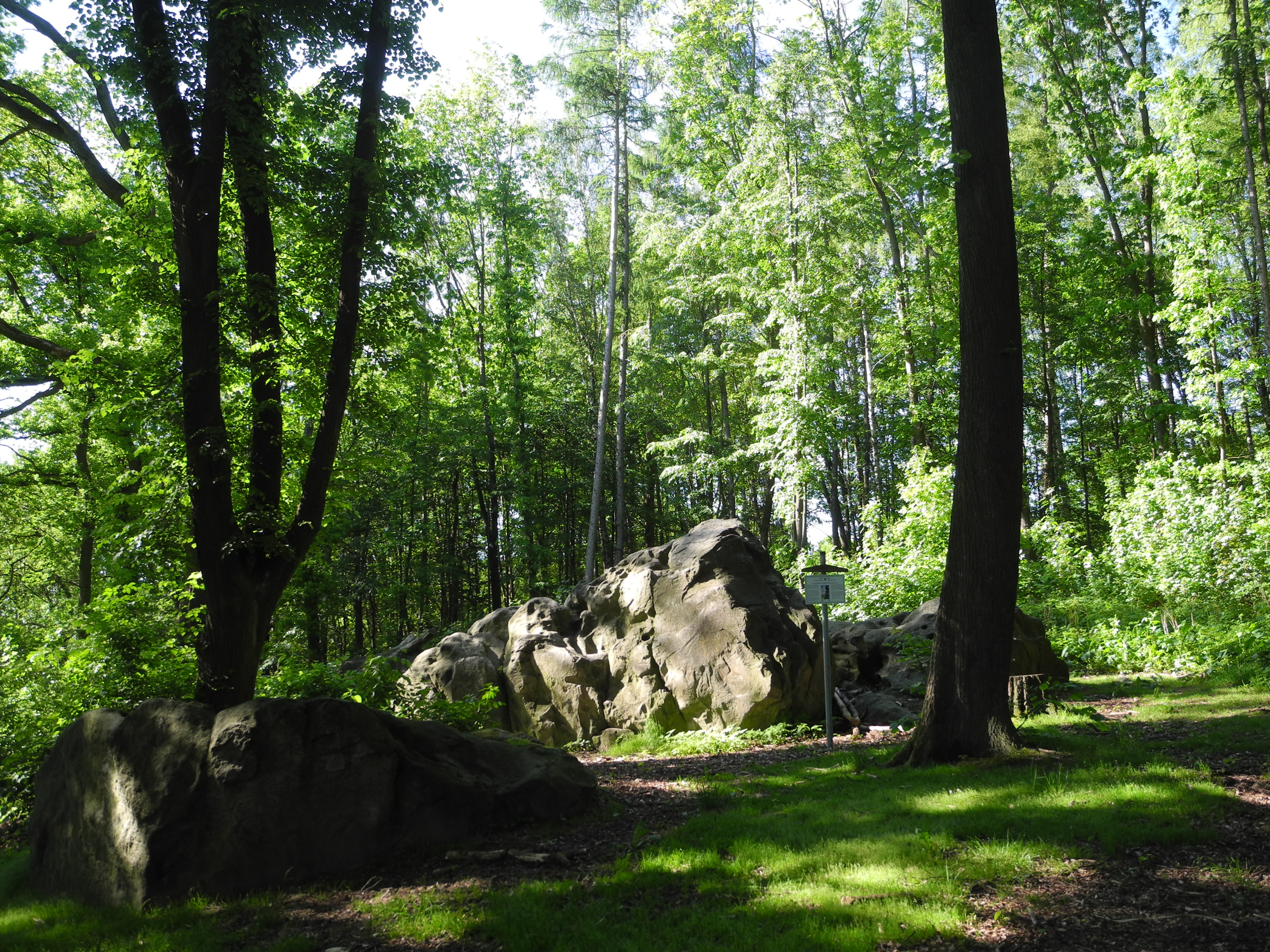
Das Große Loh in Immenhausen

Das Große Loh, auch Großes Loh, ist ein flächenhaftes Naturdenkmal in Immenhausen im Landkreis Kassel in Hessen.

## Geschichte
Die Grundbezeichnung ist lô und bedeutet Wald, Hain, Holz, Gehölz oder Gebüsch. Die Quarzit-Formation am nordöstlichen Ortsrand von Immenhausen ist ein Naturdenkmal aus dem Oligozän. Das Naturdenkmal liegt am Wanderweg Märchenlandweg mit dem Wanderzeichen M in einem Buchenwald. 1520 predigte privat der Reformator Bartholomaeus Rieseberg an den Felsformationen. Die ehemalige Sandsteingrube wird heute als Freizeitanlage genutzt.

## Sage vom Teufel, der Immenhausen zerstören wollte
Die hinterlistigen und grobschlächtigen Immenhäuser, die heute noch Schlimmenhysen beschimpft werden, erbossten den Teufel, indem sie ihn um den versprochenen Lohn für seine Hilfe bei Bau der Immenhauser Stadtkirche brachten. Wütend schleuderte er deshalb unter gotteslästerlichen Flüchen große Felsbrocken vom Hohen Habichtswald gegen die Stadt Immenhausen.
Der erste Stein flog zu weit nach rechts und traf den Försternstein. Ein zweiter schlug auf der Großen Loh ein und ein dritter fiel dicht vor der Stadt auf die Windmühle. Die Würfe waren so kraftvoll, dass die Felsen in Stücke zerbarsten. Auch heute kann man an den Felsbrocken die Spuren der Teufelskrallen an einigen Stellen erkennen.